# Tadeusz Korzeniewski (kolarz)
Tadeusz Korzeniewski (ur. 10 maja 1969) – polski kolarz przełajowy, pięciokrotny mistrz Polski, reprezentant Polski.

## Kariera sportowa
Był zawodnikiem Gryfa Słupsk, POM Strzelce Krajeńskie (1988-1989), Rometu Wałcz (od 1990), od 1999 reprezentował Polonię Piła, od 2003 Bondę Nowogard, w 2006 UKS Limaro Kórnik i Paged MBK Częstochowa.
W swojej karierze wywalczył 11 medali mistrzostw Polski seniorów w kolarstwie przełajowym, w tym 5 tytułów mistrza Polski (1992, 1998, 1999, 2000, 2002) i 6 tytułów wicemistrza Polski (1994, 1996, 1997, 2001, 2003, 2005). 11 razy reprezentował Polskę na mistrzostwach świata: w 1992 (29 m.), 1993 (26 m), 1994 (58 m.), 1996 (43 m), 1998 (22 m.), 1999 (16 m.), 2000 (18 m.), 2001 (25 m.), 2002 (28 m.), 2003 (22 m.), 2004 (31 m.).
Po zakończeniu kariery zawodniczej uczestniczy w zawodach weteranów, m.in. w 2012 został mistrzem Polski w swojej kategorii wiekowej. współpracuje także z polską kadrą przełajowców jako mechanik.